# Randowtal
Randowtal település Németországban, azon belül Brandenburgban. Lakosainak száma 896 fő (2023. december 31.).

## Népesség
A település népességének változása:
| Lakosok száma | 928  | 930  | 888  | 907  | 896  |
|               | 2017 | 2019 | 2021 | 2022 | 2023 |